# Olympische Sommerspiele 1984/Leichtathletik – 400 m (Männer)

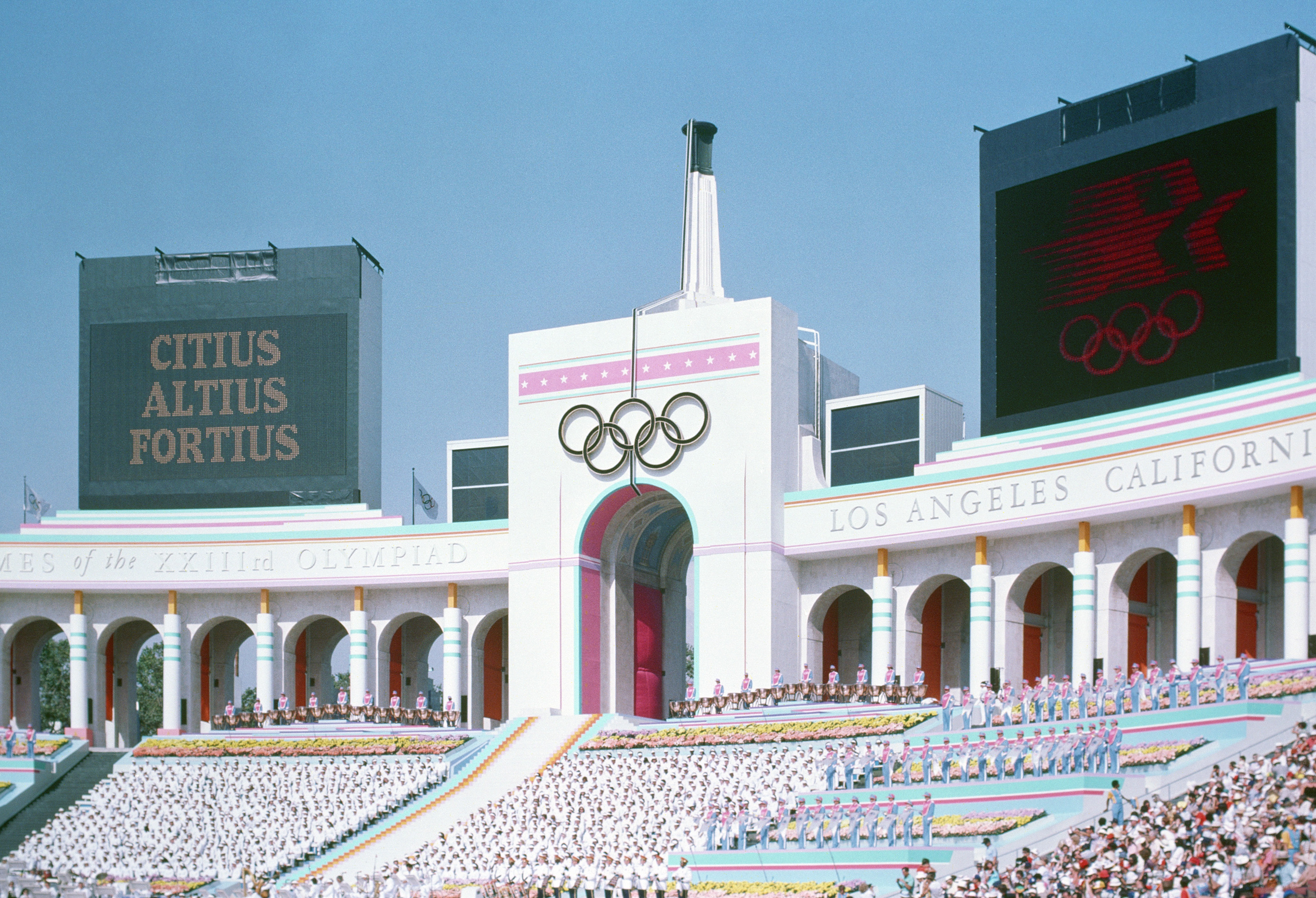
Blick auf des Eingangstor des Los Angeles Memorial Coliseum

Der 400-Meter-Lauf der Männer bei den Olympischen Spielen 1984 in Los Angeles wurde am 4., 5., 6. und 8. August 1984 im Los Angeles Memorial Coliseum ausgetragen. Achtzig Athleten nahmen teil.
Olympiasieger wurde der US-Athlet Alonzo Babers. Er gewann vor dem Ivorer Gabriel Tiacoh und dem US-Amerikaner Antonio McKay.
Die Bundesrepublik Deutschland wurde durch Erwin Skamrahl vertreten, der die Vorrunde als Sieger seines Laufes überstand, aber im Viertelfinale ausschied.

Auch der Schweizer Marcel Arnold scheiterte im Viertelfinale.

Läufer aus Österreich und Liechtenstein nahmen nicht teil. Athleten aus der DDR waren wegen des Olympiaboykotts ebenfalls nicht dabei.

## Aktuelle Titelträger
| Olympiasieger 1980                      | Wiktor Markin ( Sowjetunion)    | 44,60 s | Moskau 1980   |
| Weltmeister 1983                        | Bert Cameron ( Jamaika)         | 45,05 s | Helsinki 1983 |
| Europameister 1982                      | Hartmut Weber ( BR Deutschland) | 44,72 s | Athen 1982    |
| Panamerikanischer Meister 1983          | Cliff Wiley ( USA)              | 45,02 s | Caracas 1983  |
| Zentralamerika und Karibik-Meister 1983 | Lázaro Martínez ( Kuba)         | 45,91 s | Havanna 1983  |
| Südamerika-Meister 1983                 | Sérgio Menezes ( Brasilien)     | 46,8 s  | Santa Fe 1983 |
| Asienmeister 1983                       | Isidro del Prado ( Philippinen) | 46,24 s | Kuwait 1983   |
| Afrikameister 1982                      | Amadou Dia Ba ( Senegal)        | 45,8 s  | Kairo 1982    |

## Bestehende Rekorde
| Weltrekord         | 43,86 s | Lee Evans ( USA) | Finale OS Mexiko-Stadt, Mexiko | 18. Oktober 1968 |
| Olympischer Rekord | 43,86 s | Lee Evans ( USA) | Finale OS Mexiko-Stadt, Mexiko | 18. Oktober 1968 |

Der bestehende olympische Rekord, gleichzeitig Weltrekord, wurde bei diesen Spielen nicht erreicht. Im schnellsten Rennen, dem Finale, verfehlte der US-amerikanische Olympiasieger Alonzo Babers mit seinen 44,27 s den Rekord um 41 Hundertstelsekunden.

## Vorrunde
Datum: 4. August 1984
Die achtzig Teilnehmer wurden in zehn Läufe gelost. Für das Viertelfinale qualifizierten sich pro Lauf die ersten drei Athleten. Darüber hinaua kamen die zwei Zeitschnellsten, die sogenannten Lucky Loser, weiter. Die direkt qualifizierten Athleten sind hellblau, die Lucky Loser hellgrün unterlegt.
Mit siebzehn Jahren war Dawda Jallow aus Gambia der jüngste Teilnehmer. Der älteste Starter war mit 33 Jahren Joseph Rodan aus Fidschi.
Der US-Amerikaner Sunder Nix erzielte mit 45,42 s in Lauf 7 die schnellste Vorlaufzeit. Der langsamste direkt qualifizierte Athlet war Gérson de Souza aus Brasilien in Lauf 3 mit 48,02 s. Der schnellste Athlet, der sich nicht qualifizieren konnte, war der Ägypter Nafee Mersal, der im sechsten Lauf mit 46,46 s ausschied.

### Vorlauf 1
| Platz | Name            | Nation                   | Zeit    |
| ----- | --------------- | ------------------------ | ------- |
| 1     | Davison Lishebo | Sambia                   | 46,20 s |
| 2     | David Peltier   | Barbados                 | 46,57 s |
| 3     | Allan Ingraham  | Bahamas                  | 46,72 s |
| 4     | Boubacar Diallo | Senegal                  | 46,73 s |
| 5     | Dean Greenaway  | Britische Jungferninseln | 47,33 s |
| 6     | Evaldo da Silva | Brasilien                | 47,55 s |
| 7     | Ibrahim Okash   | Somalia                  | 47,91 s |
| 8     | Issaka Hassane  | Tschad                   | 49,64 s |

### Vorlauf 2
| Platz | Name                | Nation         | Zeit    |
| ----- | ------------------- | -------------- | ------- |
| 1     | Gabriel Tiacoh      | Elfenbeinküste | 45,96 s |
| 2     | David Kitur         | Kenia          | 46,25 s |
| 3     | Marcel Arnold       | Schweiz        | 46,46 s |
| 4     | Gary Minihan        | Australien     | 46,93 s |
| 5     | Nordin Mohamed Jadi | Malaysia       | 47,12 s |
| 6     | Tommy Johansson     | Schweden       | 47,77 s |
| 7     | Daniel André        | Mauritius      | 49,09 s |
| 8     | Faustin Butéra      | Ruanda         | 51,41 s |

### Vorlauf 3
| Platz | Name                  | Nation           | Zeit    |
| ----- | --------------------- | ---------------- | ------- |
| 1     | Innocent Egbunike     | Nigeria          | 46,63 s |
| 2     | Mark Senior           | Jamaika          | 46,73 s |
| 3     | Gérson de Souza       | Brasilien        | 47,02 s |
| 4     | Manuel Ramírez        | Kolumbien        | 47,17 s |
| 5     | Bryan Saunders        | Kanada           | 47,40 s |
| 6     | Mohamed Amer al-Malky | Oman             | 47,61 s |
| 7     | Syed Meesaq Rizvi     | Pakistan         | 49,58 s |
| DSQ   | Secundino Borabota    | Äquatorialguinea |         |

### Vorlauf 4
| Platz | Name               | Nation              | Zeit    |
| ----- | ------------------ | ------------------- | ------- |
| 1     | Bert Cameron       | Jamaika             | 46,14 s |
| 2     | Oddur Sigurðsson   | Island              | 46,30 s |
| 3     | Doug Hinds         | Kanada              | 46,42 s |
| 4     | Richard Louis      | Barbados            | 46,70 s |
| 5     | Jean-Didiace Bémou | Volksrepublik Kongo | 47,26 s |
| 6     | Hector Llatser     | Frankreich          | 47,30 s |
| 7     | Phillip Pipersburg | Belize              | 48,04 s |
| 8     | Alberto López      | Guatemala           | 52,21 s |

### Vorlauf 5

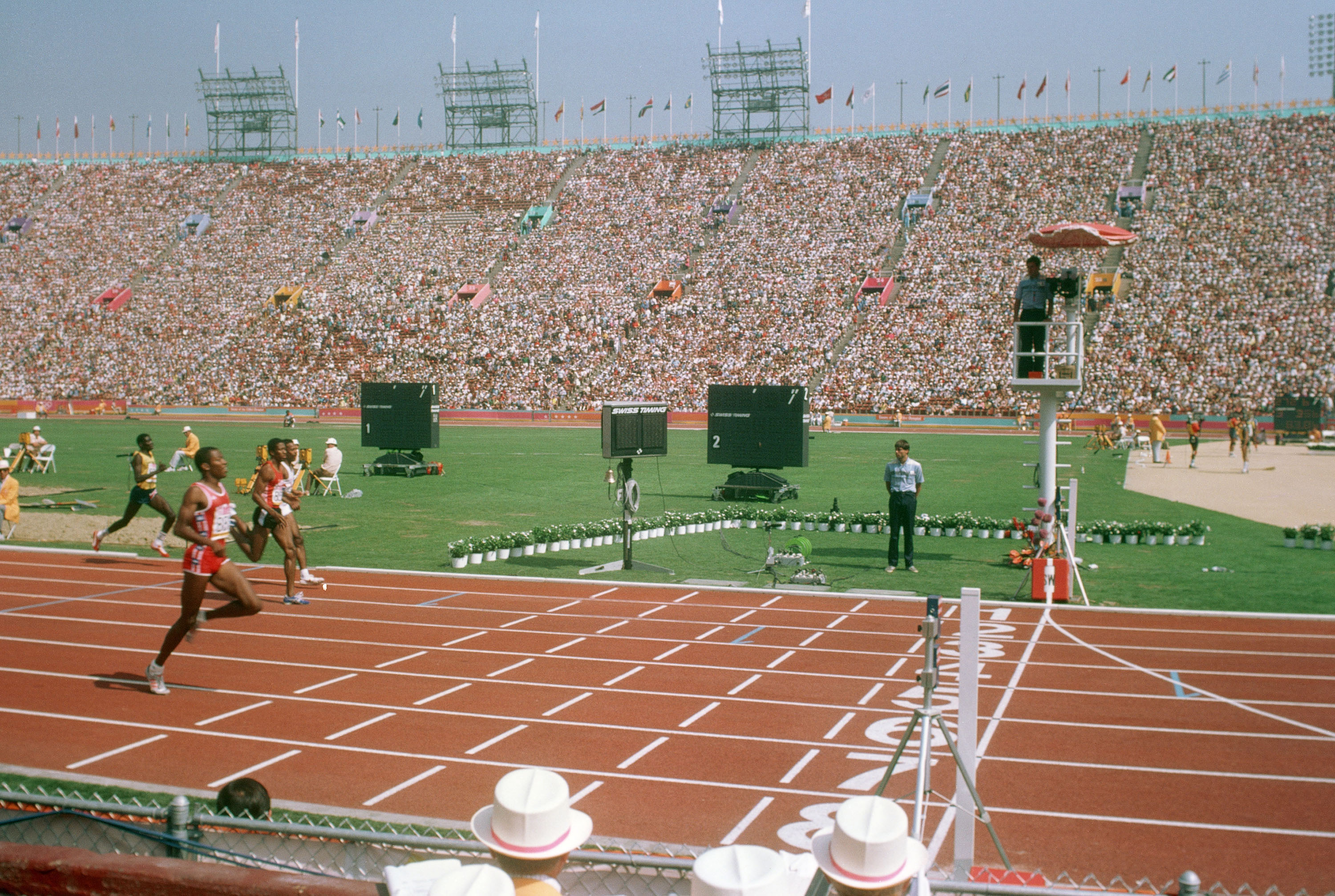
Zieleinlauf des fünften Vorlaufes: Alonzo Babers (Vordergrund, Bahn 7), Michael Paul (Bahn 3), Philip Brown (Bahn 2) und Moses Kyeswa (Bahn 1)

| Platz | Name              | Nation              | Zeit    |
| ----- | ----------------- | ------------------- | ------- |
| 1     | Alonzo Babers     | USA                 | 45,81 s |
| 2     | Michael Paul      | Trinidad und Tobago | 46,18 s |
| 3     | Philip Brown      | Großbritannien      | 46,26 s |
| 4     | Moses Kyeswa      | Uganda              | 46,78 s |
| 5     | Timothy Bethune   | Kanada              | 46,98 s |
| 6     | Joseph Ramotshabi | Botswana            | 48,11 s |
| 7     | Dawda Jallow      | Gambia              | 48,36 s |
| 8     | René López        | El Salvador         | 48,71 s |

### Vorlauf 6
| Platz | Name              | Nation                       | Zeit    |
| ----- | ----------------- | ---------------------------- | ------- |
| 1     | Bruce Frayne      | Australien                   | 46,08 s |
| 2     | Aldo Canti        | Frankreich                   | 46,14 s |
| 3     | Susumu Takano     | Japan                        | 46,26 s |
| 4     | Nafee Mersal      | Ägypten                      | 46,46 s |
| 5     | Alfred Browne     | Antigua und Barbuda          | 47,29 s |
| 6     | Rashid al-Jirbi   | Vereinigte Arabische Emirate | 48,71 s |
| 7     | Siegfried Cruden  | Suriname                     | 50,07 s |
| DNF   | Hassan el-Kashief | Sudan                        |         |

### Vorlauf 7
| Platz | Name                | Nation              | Zeit    |
| ----- | ------------------- | ------------------- | ------- |
| 1     | Sunder Nix          | USA                 | 45,42 s |
| 2     | Elvis Forde         | Barbados            | 45,47 s |
| 3     | Antonio Sánchez     | Spanien             | 46,03 s |
| 4     | Anton Skerritt      | Trinidad und Tobago | 46,30 s |
| 5     | James Atuti         | Kenia               | 47,04 s |
| 6     | Adjé Adjeoda Vignon | Togo                | 47,43 s |
| 7     | Lapule Tamean       | Papua-Neuguinea     | 47,60 s |
| 8     | Pushpa Raj Ojha     | Nepal               | 52,12 s |

### Vorlauf 8
| Platz | Name             | Nation              | Zeit    |
| ----- | ---------------- | ------------------- | ------- |
| 1     | Antonio McKay    | USA                 | 45,55 s |
| 2     | John Anzrah      | Kenia               | 46,12 s |
| 3     | Isidro del Prado | Philippinen         | 46,82 s |
| 4     | Leonardo Loforte | Mosambik            | 47,07 s |
| 5     | Joseph Rodan     | Fidschi             | 49,00 s |
| 6     | Agripa Mwausegha | Malawi              | 49,12 s |
| 7     | Charles Moses    | Ghana               | 50,39 s |
| DNF   | Ali St. Louis    | Trinidad und Tobago |         |

### Vorlauf 9
| Platz | Name                     | Nation         | Zeit    |
| ----- | ------------------------ | -------------- | ------- |
| 1     | Erwin Skamrahl           | BR Deutschland | 45,94 s |
| 2     | Ángel Heras              | Spanien        | 46,06 s |
| 3     | Todd Bennett             | Großbritannien | 46,09 s |
| 4     | Yann Quentrec            | Frankreich     | 46,94 s |
| 5     | Wilson dos Santos        | Brasilien      | 47,55 s |
| 6     | Mark Handelsman          | Israel         | 48,17 s |
| 7     | Christopher Madzokere    | Simbabwe       | 48,49 s |
| 8     | Arsène Randriamahazomana | Madagaskar     | 48,86 s |

### Vorlauf 10
| Platz | Name            | Nation         | Zeit    |
| ----- | --------------- | -------------- | ------- |
| 1     | Kriss Akabusi   | Großbritannien | 45,64 s |
| 2     | Darren Clark    | Australien     | 45,68 s |
| 3     | Sunday Uti      | Nigeria        | 45,74 s |
| 4     | Devon Morris    | Jamaika        | 45,80 s |
| 5     | Mike Okot       | Uganda         | 46,68 s |
| 6     | Samuel Sarkpa   | Liberia        | 47,65 s |
| 7     | Mama Moluh      | Kamerun        | 48,90 s |
| DSQ   | Vincent Confait | Seychellen     |         |

## Viertelfinale
Datum: 5. August 1984
In den vier Viertelfinalläufen qualifizierten sich die jeweils ersten vier Athleten (hellblau unterlegt) für das Halbfinale.
Mit 44,72 s lief der US-Amerikaner Antonio McKay in Lauf eins die schnellste Viertelfinalzeit. Die langsamste Zeit eines Qualifikanten waren die 45,91 s des Japaners Susumu Takano in Lauf vier.

### Lauf 1

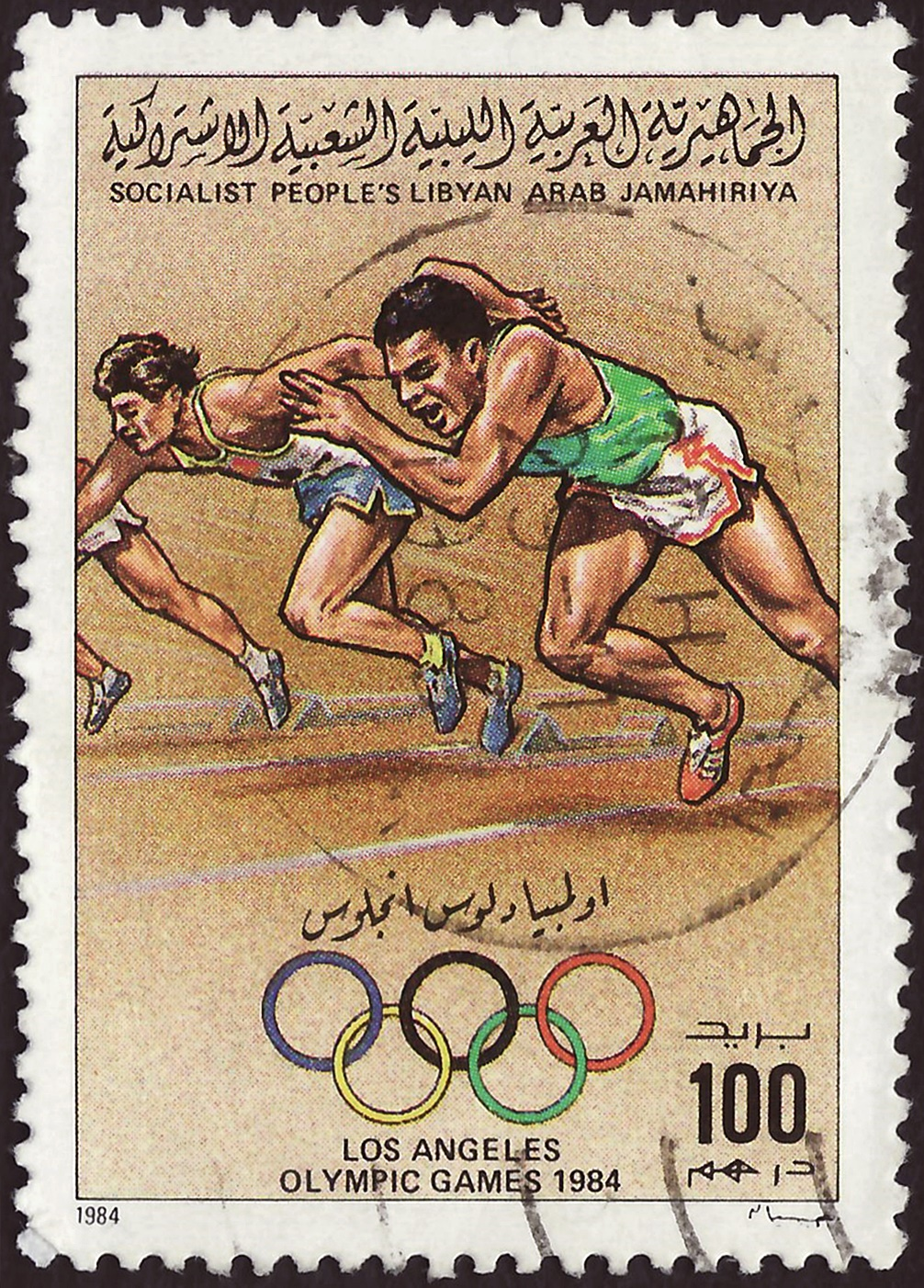
Sprint der Männer, dargestellt auf einer Briefmarke

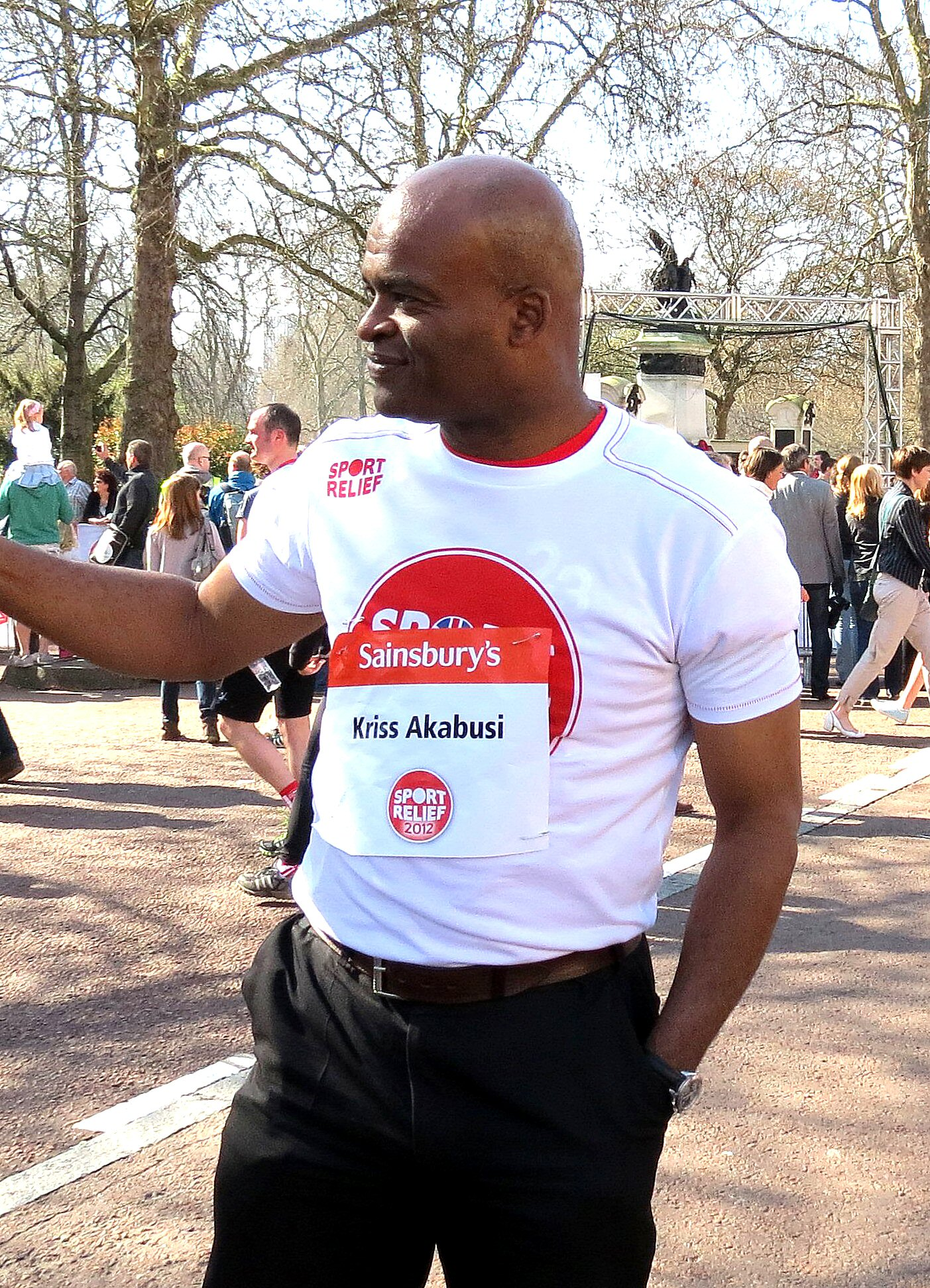
Kriss Akabusi (hier im Jahr 2013) erreichte als Siebter des ersten Semifinals nicht den Endlauf

| Platz | Name            | Nation         | Zeit    |
| ----- | --------------- | -------------- | ------- |
| 1     | Antonio McKay   | USA            | 44,72 s |
| 2     | Darren Clark    | Australien     | 44,77 s |
| 3     | Kriss Akabusi   | Großbritannien | 45,43 s |
| 4     | Davison Lishebo | Sambia         | 45,57 s |
| 5     | John Anzrah     | Kenia          | 45,67 s |
| 6     | Devon Morris    | Jamaika        | 46,14 s |
| 7     | Allan Ingraham  | Bahamas        | 46,14 s |
| 8     | David Peltier   | Barbados       | 46,48 s |

### Lauf 2
| Platz | Name              | Nation              | Zeit    |
| ----- | ----------------- | ------------------- | ------- |
| 1     | Innocent Egbunike | Nigeria             | 45,26 s |
| 2     | Sunder Nix        | USA                 | 45,31 s |
| 3     | Elvis Forde       | Barbados            | 45,60 s |
| 4     | Aldo Canti        | Frankreich          | 45,64 s |
| 5     | Ángel Heras       | Spanien             | 45,88 s |
| 6     | Marcel Arnold     | Schweiz             | 46,10 s |
| 7     | Philip Brown      | Großbritannien      | 46,63 s |
| 8     | Anton Skerritt    | Trinidad und Tobago | 46,93 s |

### Lauf 3
| Platz | Name             | Nation         | Zeit    |
| ----- | ---------------- | -------------- | ------- |
| 1     | Alonzo Babers    | USA            | 44,75 s |
| 2     | Sunday Uti       | Nigeria        | 45,01 s |
| 3     | Bert Cameron     | Jamaika        | 45,16 s |
| 4     | Bruce Frayne     | Australien     | 45,35 s |
| 5     | Todd Bennett     | Großbritannien | 45,51 s |
| 6     | Antonio Sánchez  | Spanien        | 45,79 s |
| 7     | Oddur Sigurðsson | Island         | 46,07 s |
| 8     | Doug Hinds       | Kanada         | 46,19 s |

### Lauf 4
| Platz | Name             | Nation              | Zeit    |
| ----- | ---------------- | ------------------- | ------- |
| 1     | Gabriel Tiacoh   | Elfenbeinküste      | 45,15 s |
| 2     | David Kitur      | Kenia               | 45,78 s |
| 3     | Michael Paul     | Trinidad und Tobago | 45,84 s |
| 4     | Susumu Takano    | Japan               | 45,91 s |
| 5     | Erwin Skamrahl   | BR Deutschland      | 46,39 s |
| 6     | Mark Senior      | Jamaika             | 46,50 s |
| 7     | Gérson de Souza  | Brasilien           | 46,65 s |
| 8     | Isidro del Prado | Philippinen         | 46,71 s |

## Halbfinale
Datum: 6. August 1984
In den beiden Halbfinalläufen qualifizierten sich jeweils die ersten Vier (hellblau unterlegt) für das Finale.
Im zweiten Halbfinale unterbrach der Jamaikaner Bert Cameron nach ca. 150 Metern seinen Lauf und vollführte – augenscheinlich unter Schmerzen – einige Hüpfsprünge. Nach weiteren zwanzig Metern nahm er das Rennen wieder auf und qualifizierte sich tatsächlich noch für das Finale.
Die Bestzeit des Halbfinales erzielte Gabriel Tiacoh mit 44,64 s in Lauf zwei.

### Lauf 1
| Platz | Name              | Nation              | Zeit    |
| ----- | ----------------- | ------------------- | ------- |
| 1     | Innocent Egbunike | Nigeria             | 45,16 s |
| 2     | Alonzo Babers     | USA                 | 45,17 s |
| 3     | Darren Clark      | Australien          | 45,26 s |
| 4     | Sunder Nix        | USA                 | 45,41 s |
| 5     | Aldo Canti        | Frankreich          | 45,59 s |
| 6     | Michael Paul      | Trinidad und Tobago | 45,60 s |
| 7     | Kriss Akabusi     | Großbritannien      | 45,69 s |
| 8     | Susumu Takano     | Japan               | 45,88 s |

### Lauf 2
| Platz | Name            | Nation         | Zeit    |
| ----- | --------------- | -------------- | ------- |
| 1     | Gabriel Tiacoh  | Elfenbeinküste | 44,64 s |
| 2     | Sunday Uti      | Nigeria        | 44,83 s |
| 3     | Antonio McKay   | USA            | 44,92 s |
| 4     | Bert Cameron    | Jamaika        | 45,10 s |
| 5     | Bruce Frayne    | Australien     | 45,21 s |
| 6     | Elvis Forde     | Barbados       | 45,32 s |
| 7     | David Kitur     | Kenia          | 45,62 s |
| 8     | Davison Lishebo | Sambia         | 45,97 s |

## Finale
Datum: 8. August 1984
| Platz | Name              | Nation         | Zeit    |
| ----- | ----------------- | -------------- | ------- |
| 1     | Alonzo Babers     | USA            | 44,27 s |
| 2     | Gabriel Tiacoh    | Elfenbeinküste | 44,54 s |
| 3     | Antonio McKay     | USA            | 44,71 s |
| 4     | Darren Clark      | Australien     | 44,75 s |
| 5     | Sunder Nix        | USA            | 44,75 s |
| 6     | Sunday Uti        | Nigeria        | 44,93 s |
| 7     | Innocent Egbunike | Nigeria        | 45,35 s |

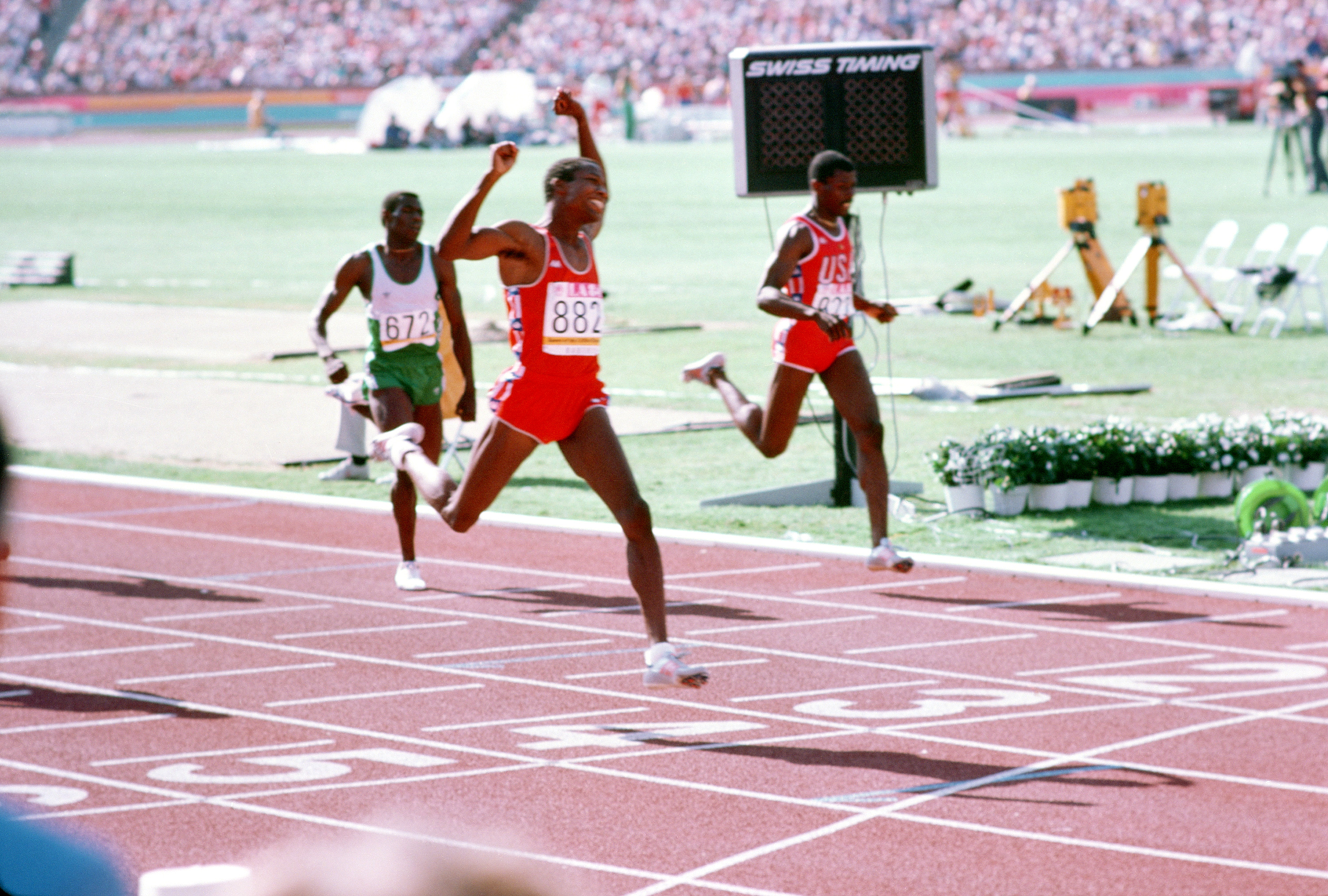
Zieleinlauf des Finales: Olympiasieger Alonzo Babers (Nr. 882),
Bronzemedaillengewinner Antonio McKay (Bahn 1),
der sechstplatzierte Sunday Uti (Bahn 2)

Für das Finale hatten sich alle drei US-Amerikaner qualifiziert. Hinzu kamen zwei Nigerianer, ein Ivorer und ein Australier. Der qualifizierte Jamaikaner Bert Cameron, der eigentliche Favorit für die Goldmedaille, musste auf den Start verzichten. Er hatte sich im zweiten Halbfinale am Oberschenkel verletzt.
Der Australier Darren Clark hatte den besten Start, er lag nach der ersten Kurve vorne. Alonzo Babers überholte ihn vor der letzten Kurve, auch Gabriel Tiacoh ging nun an Clark vorbei. Babers konnte sein hohes Tempo bis ins Ziel halten, Tiacoh wurde Zweiter. Antonio McKay kam ebenfalls noch vor Clark ins Ziel und gewann Bronze. Clark blieb der vierte Platz vor dem dritten US-Läufer Sunder Nix. Hinter Nix platzierten sich die beiden Nigerianer Sunday Uti und Innocent Egbunike.
Mit seiner Silbermedaille wurde Gabriel Tiacoh der erste Medaillengewinner der Elfenbeinküste bei Olympischen Spielen.

Im zwanzigsten olympischen Finale errang Alonzo Babers den dreizehnten US-Sieg.

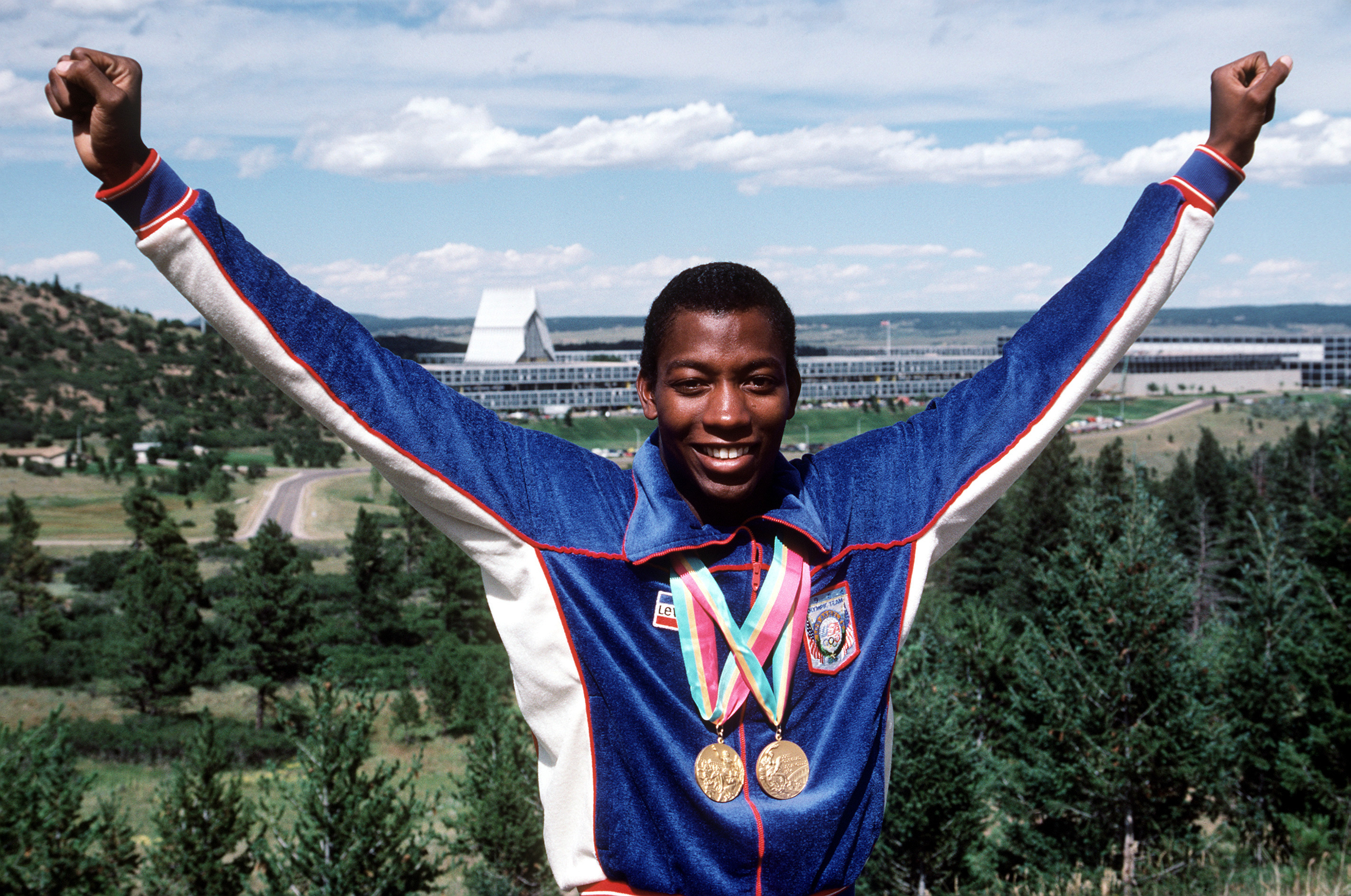
Olympiasieger Alonzo Babers
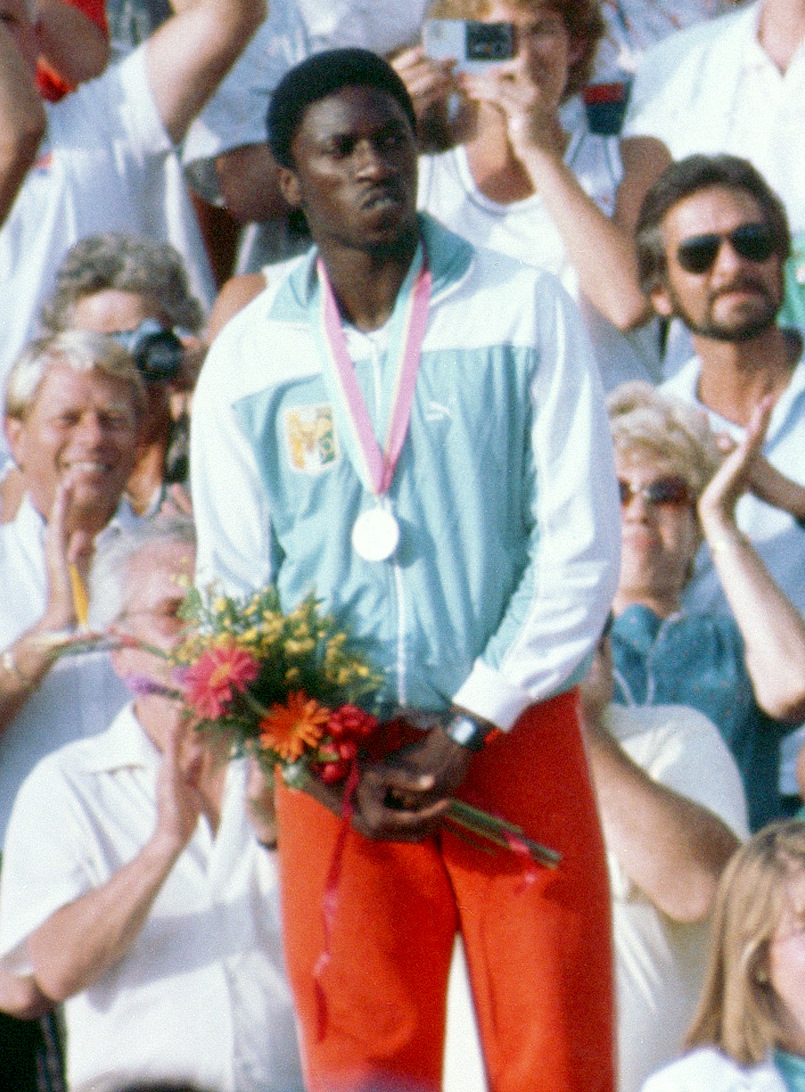
Silbermedaillengewinner Gabriel Tiacoh
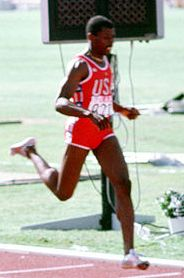
Bronzemedaillengewinner Antonio McKay

## Videolinks
- 1984 Olympic Games - Men's 400 Meters, youtube.com, abgerufen am 7. November 2021
- Men's 400m Final at LA Olympics in 1984, youtube.com, abgerufen am 6. Januar 2018